# Kolej Dniestrzańska

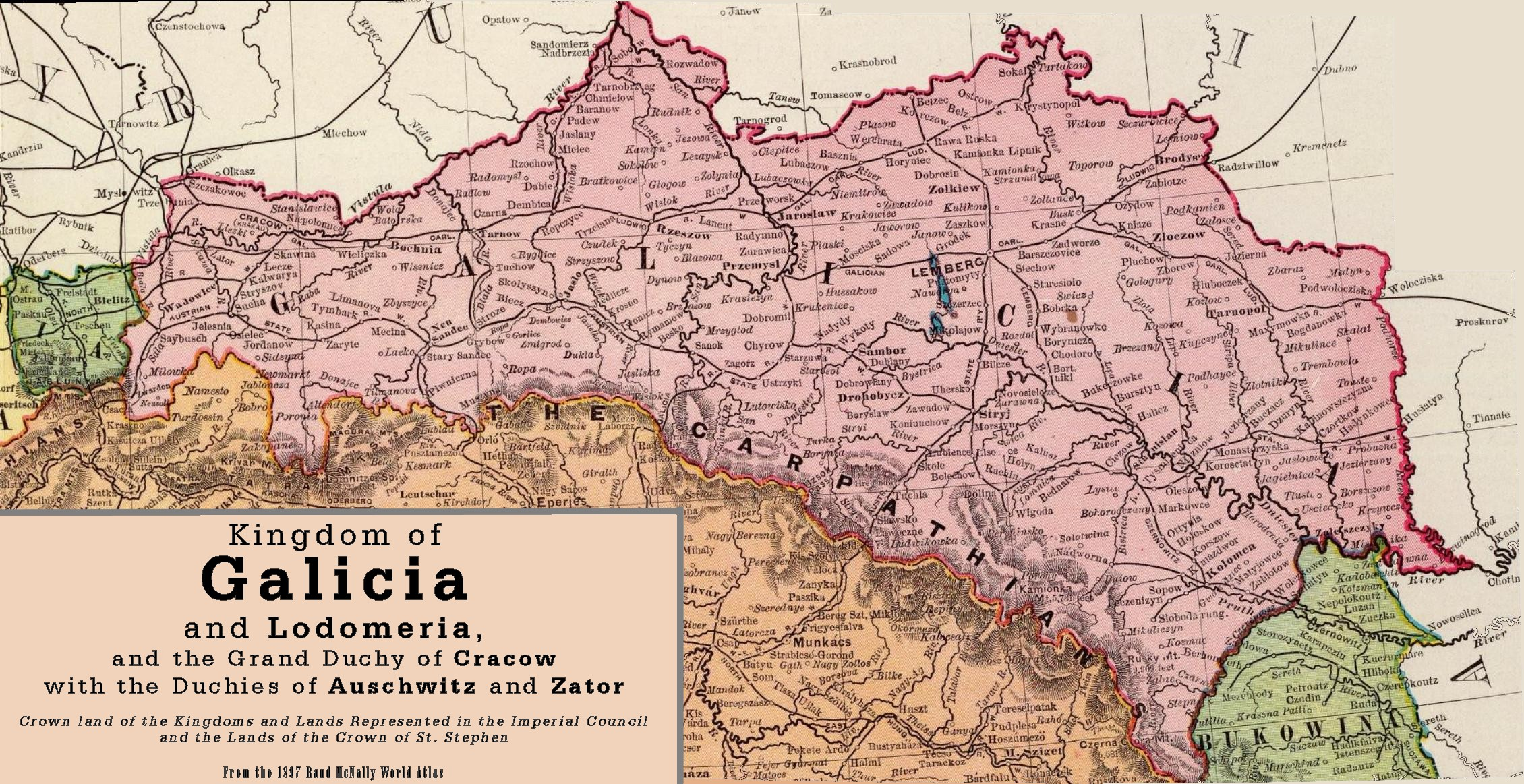
Linie kolejowe w Galicji przed rokiem 1897

Kolej Dniestrzańska (niem. Dniester Bahn) – strategiczna linia kolejowa, fragment linii kolei transwersalnej, łącząca Chyrów ze Stryjem. 112-kilometrowa linia kolejowa oddana została do użytku w grudniu 1872 przez władze Austro-Węgier.
Koncesję na budowę Kolei Dniestrzańskiej wystawiono 5 września 1870. Koncesja obejmowała 2 odcinki: Chyrów – Stryj i Drohobycz – Borysław. Koncesjonariuszami byli: hr. Jan Kraiński, hr. Franciszek Mycielski, dr Adolf Weiss, hr. Jan Dunin, hr. Jan Stadnicki, Innocenty Kowalski i Wilhelm Glaser. Po 2-letniej budowie, 31 grudnia 1872, otwarto obydwa odcinki: 100,21 km Chyrów – Stryj i 11,45 km Drohobycz – Borysław. Przez pierwsze 5 lat eksploatacji kolej ta dysponowała 8 lokomotywami, 20 wagonami osobowymi i 192-194 wagonami towarowymi.
W pierwszym roku eksploatacji kolei (1873) skorzystało z niej 126 tys. podróżnych. W latach 1874–1880 liczba pasażerów podlegała znacznym fluktuacjom. Rok 1877 zamknięto wynikiem 116 tys. osób, a już następny rok przyniósł kolei 176 tys. pasażerów. Cztery lata później z usług przewozowych skorzystało już 348 tys. mieszkańców Naddniestrza. Pasażerowie podróżujący koleją mieli do wyboru wagony 1, 2 i 3 klasy. W latach 1873–1881 z możliwości przejazdu 1 klasą zaledwie 0,1–0,6%, a 2 klasą podróżowało 3,1–8,4%. Gros wszystkich pasażerów korzystał jednak z podróży 3 klasą – stanowili oni 87–95% wszystkich klientów Kolei Dniestrzańskiej. Pozostałe 2,0–7,7% podróżujących korzystało z przejazdów według taryfy wojskowej.
W ciągu pierwszych 4 lat funkcjonowania przewozy towarów i ładunków wynosiły 47–66 tys. ton. Rekordowy, pod względem przewozów towarowych, rok 1878 zamknięto wynikiem 201 tys. ton. Kolejne trzy lata przyniosły spadek przewozów, wynosiły one odpowiednio: 135, 164 i 163 tys. ton
Od 18 marca 1876 właścicielem kolei stały się Cesarsko-Królewskie Koleje Państwowe.